# Point Lookout
Point Lookout – jednostka osadnicza w USA, w stanie Nowy Jork. Miejscowość leży nad Oceanem Atlantyckim.